# Komárno (Czechy)
Komárno – gmina w Czechach, w powiecie Kromieryż, w kraju zlińskim. Według danych z dnia 1 stycznia 2012 liczyła 306 mieszkańców.